# پراوینستاون (حوزه سرشماری)، ماساچوست
پراوینستاون (به انگلیسی: Provincetown) یک منطقهٔ مسکونی در ایالات متحده آمریکا است که در شهرستان برنستبل، ماساچوست واقع شده‌است. پراوینستاون ۱۳٫۶ کیلومتر مربع مساحت و ۲٬۶۴۲ نفر جمعیت دارد و ۰٫۰ متر بالاتر از سطح دریا واقع شده‌است.